# Unión Nacional de Ciegos del Perú
La Unión Nacional de Ciegos del Perú (UNCP) es una organización sin fines de lucro cuyo objetivo es brindar servicios de carácter social, cultural, promocional y asistencial en beneficio de sus asociados y personas con discapacidad visual, cuenta con una biblioteca fundada en 1941 el cual conforma libros en sistema braille, como el ejemplar del curso "Educación Física y Recreación para Ciegos" del Instituto Nacional de Educación Física de Argentina.
Anteriormente era denominado como Centro Social de Auxilios Mutuos para Jóvenes Ciegos, el cual cambio el 2 de febrero de 1931 por un grupo de 10 jóvenes ciegos bajo el asesoramiento de Víctor Pablo Zarria.
Su local se encuentra ubicado en la Plaza Bolognesi 479, en el Cercado de Lima, y sus socios son exclusivamente personas invidentes o con baja visión. Es la entidad pionera en su género en Latinoamérica.
La UNCP cuenta con un coro integrado por jóvenes con discapacidad visual, tuvieron participación en 2024 en eventos artísticos organizados por la Biblioteca Nacional del Perú y el Ministerio de Cultura del Perú, en el Programa Qhapaq Ñan en casa. Además cuenta con un centro de masajes integrado por personas con discapacidad visual, el cual en 2010 participaron en 9 hospitales de la Dirección de Salud de Lima con el propósito que miembros de UNCP puedan realizar servicios de rehabilitación y mesoterapia.